# Enrique Reneau
Pour les articles homonymes, voir Reneau.
Germán Enrique Centeno Reneau (né le 9 avril 1971 à Jutiapa au Honduras et mort le 23 août 2015) est un joueur de football international hondurien, qui évoluait au poste d'attaquant.

## Biographie

### Carrière en sélection
Avec l'équipe du Honduras, il joue 17 matchs (pour 5 buts inscrits) entre 1996 et 1997. 
Il figure notamment dans le groupe des sélectionnés lors de la Gold Cup de 1996.

## Palmarès
| CD Victoria - Championnat du Honduras (1) : - Champion : 1994-95. - Coupe du Honduras : - Finaliste : 1997. |  | CD Olimpia - Championnat du Honduras (1) : - Champion : 1999 (Clôture). - Coupe du Honduras (1) : - Vainqueur : 1999. |  | CD Marathón - Championnat du Honduras (1) : - Champion : 2002 (Clôture). - Meilleur buteur : 2001 (Ouverture) (8 buts). |  | Real España - Championnat du Honduras (1) : - Champion : 2003 (Ouverture). |